# История Украины-Руси
«История Украины-Руси» (укр. Історія України-Руси) — десятитомная монография украинского историка и идеолога украинства Михаила Грушевского. Охватывает историю земель современной Украины до середины XVII века. Первый том «Истории Украины-Руси» был издан во Львове в 1898 году. Последний, десятый том, посвящённый событиям 1657—1659 годов, был напечатан уже после смерти Грушевского в 1936 году.
В отличие от основных исторических трудов того времени по истории Юго-Западной Руси, Грушевский в своём сочинении выдвинул тезис о том, что украинцы и русские являются не только разными, но и разновекторными народами, с различным этногенезом и историческими государственностями. Также в своей работе он использовал и популяризовал термин Украина-Русь.

## Содержание
В своём фундаментальном труде Грушевский выражал точку зрения, что история украинцев начинается с IV века, со славянских племён антов. По его мнению, Киевская Русь была украинским государством. В отличие от большинства представителей российской науки, Грушевский считал преемницей Киевской Руси не Владимиро-Суздальскую землю, а Галицко-Волынскую. Важным элементом концепции Грушевского являлось утверждение о непрерывном развитии украинской нации. Возражая большинству историков в том, что монгольское нашествие привело к запустению Поднепровья и усилило уход населения на северо-восток, Грушевский утверждал, что главная роль в последующем заселении Приднепровья принадлежала «не пришлому, а местному населению, которое до конца никогда не исчезало». Главную же генетическую основу великороссов Грушевский видел в финно-угорском населении.
Относительно Великого княжества Литовского Грушевский придерживался точки зрения, что восточнославянское население играло в нём весьма значительную роль и считал это государство продолжением Киевской Руси, не отрицая, однако, его последующего окатоличивания и полонизации, которые заставили украинцев переориентироваться на Москву. Вместе с тем высказывался тезис о «предательстве» московским правительством условий Переяславских статей. В Речи Посполитой, Московской Руси и Российской империи украинцы, по мнению Грушевского, являлись безучастным объектом управления либо же находились в острой оппозиции к государственному строю, не оказывая на политическую жизнь государства какого-либо прямого влияния. Единственным содержанием их истории являлись только культурные и экономические процессы.
Грушевский придерживался мнения о широком демократизме украинцев, выразившемся в устройстве Гетманщины и состоявшем в противоречии с преобладавшим в России монархическим началом. Все проявления антирусских выступлений описывались Грушевским сочувственно.

## Критика
Концепция Грушевского за редким исключением (А. А. Шахматов, А. Е. Пресняков) встретила неприятие и осуждение в современной ему российской историографии. Кроме того, став политической основой украинского национализма, эта теория и сам Грушевский стали persona non grata в общественно-политической жизни Российской империи.

## Аллюзии
Намекая на труд Грушевского, русский писатель-эмигрант и бывший власовец Андрей Дикий издал в 1960 году свою книгу «Неизвращённая история Украины-Руси», а украинский писатель Олесь Бузина в 2007 году издал книгу «Тайная история Украины-Руси».